# 92P/Сангина
Комета Сангина (92P/Sanguin) — короткопериодическая комета из семейства Юпитера, которая была обнаружена 15 октября 1977 года астрономом J. G. Sanguin из обсерватории Эль-Леонсито с помощью 51-сантиметрового астрографа и была описана как объект 16,0 m звёздной величины. Спустя несколько дней 20 октября открытие было подтверждено немецким астрономом Гансом-Эмилем Шустером в Европейской южной обсерватории, который наблюдал её с помощью 100-сантиметрового телескопа Шмидта как диффузный объект с небольшой конденсацией в центре. В начале ноября J. Gibson обнаружил изображение кометы на фотографии, сделанной ещё 13 сентября, тогда её магнитуда составляла 14,5 m. Комета обладает периодом обращения вокруг Солнца — около 12,4 года.
- Орбита кометы Сангина и её положение в Солнечной системе

## История наблюдений
Используя координаты местоположения кометы, собранные с 11 по 20 октября, британский астрономом Брайан Марсден вычислил первый вариант орбиты кометы. Ему удалось установить, что комета имеет период обращения 12,61 года, а точка перигелия была пройдена ею ещё 17 сентября 1969 года.
Наблюдения 2015 года позволили установить, что комета вращается вокруг своей оси с периодом около 6 суток.